# Famille de Gaulle
La famille de Gaulle, anciennement Degaulle, est une famille subsistante d'ancienne bourgeoisie française, originaire de Châlons-en-Champagne dans le département de la Marne en France, et dont une branche s'est établie à Paris au milieu du XVIIIe siècle.
Elle compte parmi ses membres de nombreuses personnalités : Charles de Gaulle, président du Gouvernement provisoire de la République française (GPRF) du 3 juin 1944 au 20 janvier 1946, fondateur de la Ve République française et 18e président de la République de 1959 à 1969 ; son fils l'amiral Philippe de Gaulle ; des résistants, notamment Geneviève de Gaulle-Anthonioz (nièce du général) ; des parlementaires ; ou encore des hauts fonctionnaires.

## Nom de famille
Le nom de famille de Gaulle serait, d'après Albert Dauzat, un nom d'origine flamande calqué du néerlandais Van De Walle, où De Walle signifie « Le Rempart » (nom d'origine : maison située près du rempart), dans lequel de = le et walle = mur, le w germanique ayant muté en g. Selon cette étymologie, le De ne serait pas une préposition, une particule précédant un nom de terre, mais l'article Le (en néerlandais), qui de ce fait prendrait une majuscule en Belgique. Il existe néanmoins d'autres étymologies possibles. En suivant l'hypothèse d'Albert Dauzat, l'éventuelle origine flamande de la famille De Gaulle remonterait à une époque très ancienne, peut-être au Moyen Âge.
Conformément aux conventions de la langue française relatives à l'usage de la particule, le mot « Gaulle » étant monosyllabique, le « de » se conserve même quand le nom n'est pas précédé du prénom ou d'un titre de civilité.

## Histoire
La famille de Gaulle, originaire de Châlons-en-Champagne, a deux branches. L'une est restée à Châlons-en-Champagne. L'autre s'est établie à Paris et s'est illustrée à partir de la deuxième moitié du XXe siècle où elle a donné des personnalités notables.

### À Châlons-en-Champagne

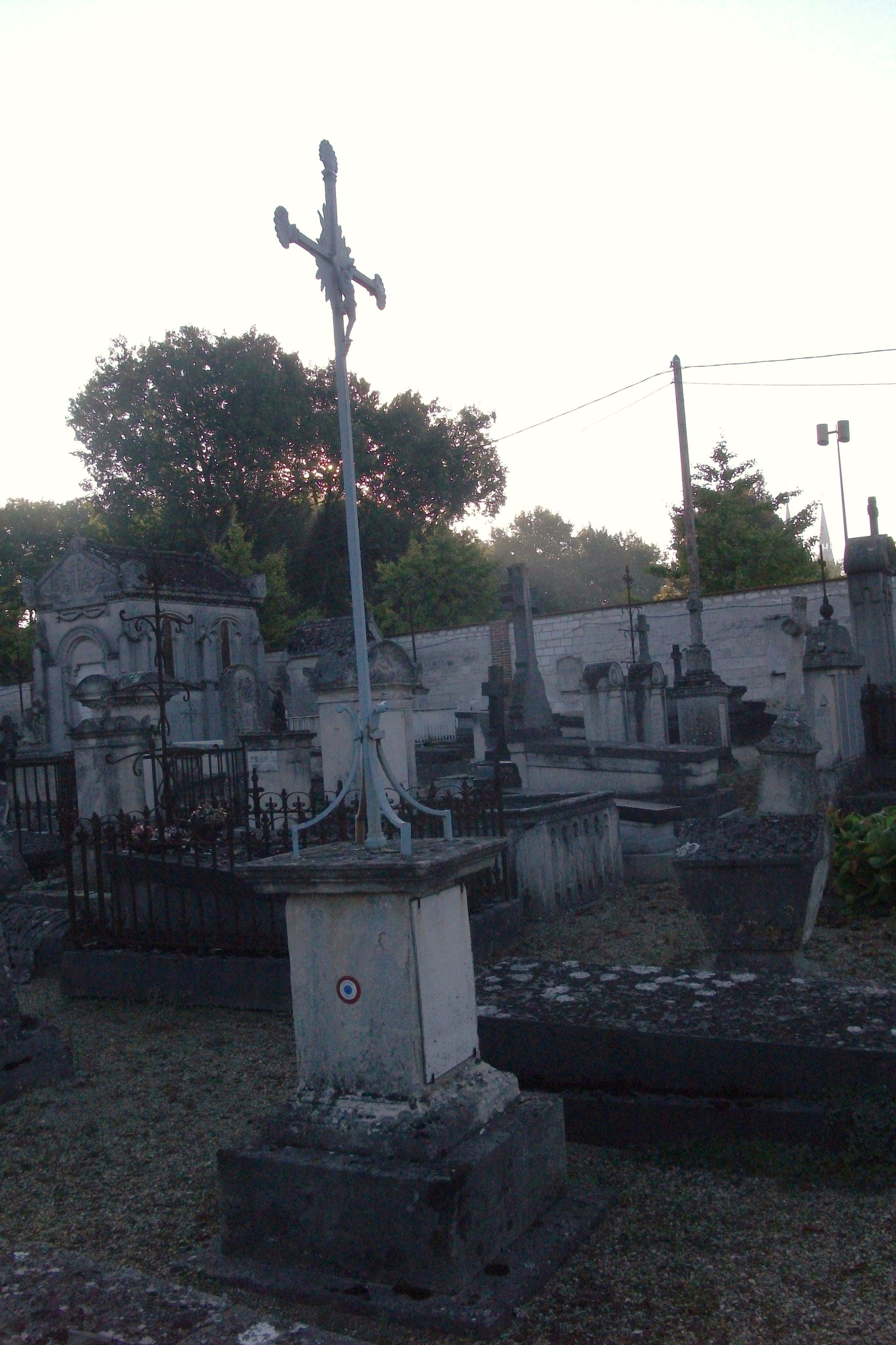
Tombe de Jeanne Gentin (1763-1824) épouse de Charles Memmie DEGAULLE (1764-1812) et de Modeste DEGAULLE (1796-1879) au cimetière de l'ouest de Châlons.

La filiation suivie de la famille de Gaulle commence avec un certain Jehan Degaulle, dit « le Jeune » (11/01/1615 à Châlons-en-Champagne – 26/07/1672 à Châlons-en-Champagne), portefaix, facteur de grain, puis marchand à Châlons-en-Champagne, qu'on s'accorde à considérer aujourd'hui comme le fils probable d'un laboureur de Châlons-en-Champagne, Nicolas (17/02/1578 à Vauvillers – vers 1609), issu d'une lignée de vignerons, laboureurs et marchands, ayant pour premier auteur connu un Thébault (1475 – ?), et dont le nom fut orthographié indifféremment de Gaulle ou Degaulle.
Les descendants de Jehan Degaulle le Jeune s'enrichirent par le commerce et exercèrent différents métiers en Champagne : on relève, parmi eux, un juge consul et marguillier, un sergent puis archer royal en la maréchaussée de la généralité de Champagne, des huissiers,.
Une branche cadette de la famille de Gaulle demeura à Châlons-en-Champagne, que l'on suit jusqu'au XIXe siècle, et qui est aujourd'hui vraisemblablement éteinte (voir généalogie ci-après).

### À Paris

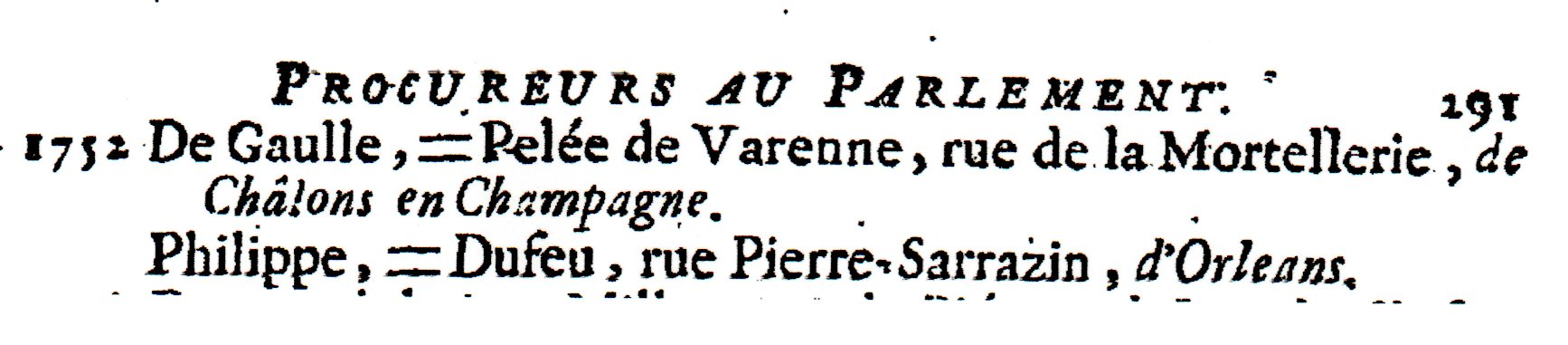
De Gaulle, de Châlons-en-Champagne, procureur au parlement de Paris (entré en charge en 1752, en remplacement de Pelée de Varenne), rue de la Mortellerie, d'après lAlmanach Royal de 1766, p. 291

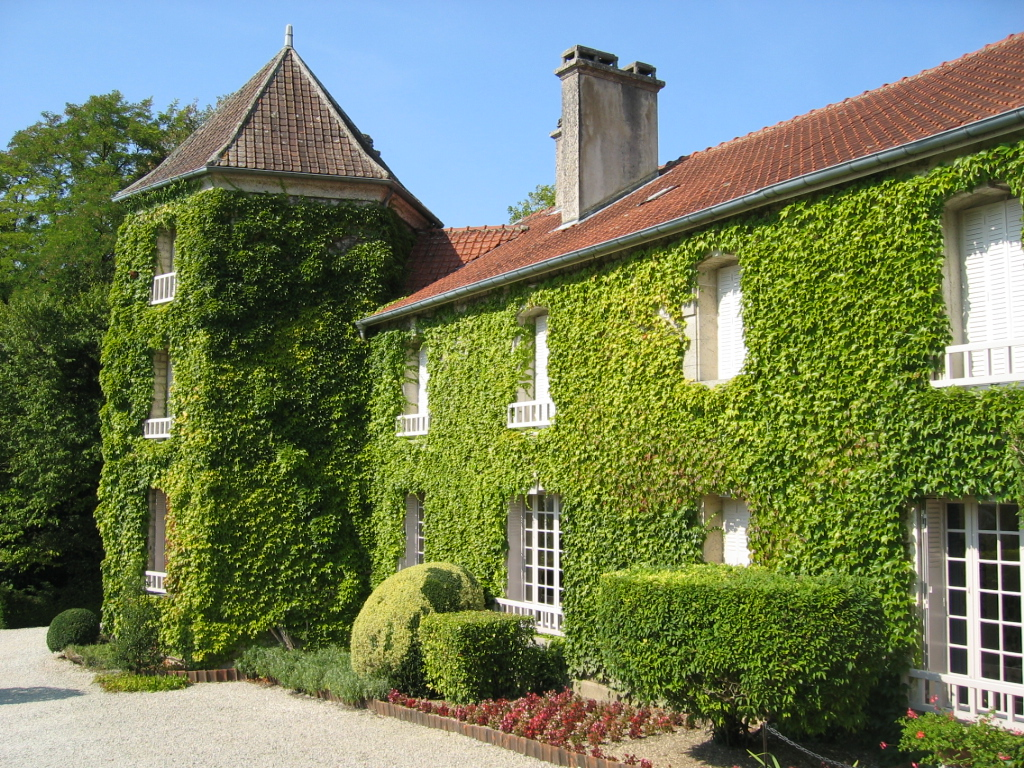
La Boisserie, demeure achetée par Charles et Yvonne de Gaulle en 1934.

L'Almanach Royal de 1766 (p. 319) indique parmi les « huissiers-priseurs » : « De Gaulle, rue et vis-à-vis Saint Severin » entré en charge en 1756. Le même Almanach Royal indique également un De Gaulle entré en charge en 1752 parmi les procureurs au parlement de Paris : il s'agit de Jean-Baptiste de Gaulle (1720-1797), premier de Gaulle établi à Paris, père d'autre Jean-Baptiste de Gaulle (1759-1832), qui suit.
Jean-Baptiste de Gaulle (1759-1832) est avocat au parlement de Paris, puis directeur des Postes militaires de la Grande Armée. Son fils Julien-Philippe de Gaulle (1801-1883) enseigne l'histoire et écrit divers ouvrages ; son épouse, Joséphine Maillot, est écrivain, et publie sous son nom de femme mariée et sous divers pseudonymes des romans religieux et pour la jeunesse, ainsi que des biographies historiques.
Le couple a deux fils, Charles de Gaulle (1837-1880), écrivain sous le nom de « Barz Bro C'hall », spécialiste de la langue et de la civilisation celtique, et Henri de Gaulle (1848-1932), docteur en droit, ancien chef de bureau-adjoint d'une des directions de l'administration centrale du Ministère de l'Intérieur et qui, après avoir démissionné, devint avocat à la cour d'appel de Paris, professeur de lettres, d'histoire et de mathématiques au lycée Stanislas, créateur d'une institution d'enseignement privé et père du général Charles de Gaulle.
Charles de Gaulle, général de brigade à titre temporaire, chef de la France libre et de la France combattante (1940-1943) durant la Seconde Guerre mondiale, président du gouvernement provisoire de la République française (1944-1946), créateur en 1947 du parti politique Rassemblement du peuple français, fondateur (1958) et premier président de la Ve République française (1959-1969), est l'un des personnages les plus illustres de l'histoire de France du XXe siècle.
De ce dernier est issu l'aîné agnatique de la famille de Gaulle, en la personne de Philippe de Gaulle (1921-2024), amiral, sénateur de Paris, et qui a hérité du domaine de la Boisserie à Colombey-les-Deux-Églises, demeure achetée par ses parents en 1934. À sa mort, son fils Charles (né en 1948) devient l'aîné de la famille.
On peut citer d'autres personnalités comme François de Gaulle (1922-2020), missionnaire de la Société des missionnaires d'Afrique (Pères blancs), notamment en Haute-Volta, auteur de J'ai vu se lever l'Église d'Afrique,, neveu du général de Gaulle, et Geneviève de Gaulle-Anthonioz, résistante et présidente d'ATD Quart monde.
Deux petits-fils du général sont des hauts fonctionnaires, Yves de Gaulle et son frère Jean de Gaulle, ce dernier ayant eu également une carrière politique.

## Filiation simplifiée
Par commodité, de Gaulle est systématiquement orthographié en deux mots, bien que la particule ne fût pas toujours disjointe, notamment pendant la Révolution française.

### La famille de Gaulle à Châlons-en-Champagne
La filiation n'est certaine qu'à partir de Jehan, dit le Jeune (11/01/1615 à Châlons-en-Champagne – 26/07/1672 à Châlons-en-Champagne),.

## Personnalités de la famille et apparentées
- Julien-Philippe de Gaulle (08/09/1801 à Paris - 13/08/1883 à Paris), historien, grand-père du général de Gaulle
- Charles de Gaulle (31/01/1837 à Valenciennes - 01/01/1880 à Paris), écrivain sous le nom de « Barz Bro C'hall », spécialiste de la langue et de la civilisation celtique, oncle du général de Gaulle
- Henri de Gaulle (22/11/1848 à Paris - 03/05/1932 à Sainte-Adresse), ancien chef de bureau au ministère de l'Intérieur puis avocat à la cour d'appel de Paris, professeur de lettres, d'histoire et de mathématiques au lycée Stanislas, créateur d'une institution d'enseignement privé, officier de la Légion d'honneur, père du général de Gaulle
- Xavier de Gaulle (14/02/1887 à Lille - 09/02/1955 à Bordeaux), ingénieur civil des Mines, capitaine de réserve de l'armée de terre, ancien chef de service de service déconcentré des Finances, résistant, consul général de France à Genève, frère du général de Gaulle
- Marie-Agnès de Gaulle (épouse Cailliau) (27/05/1889 à Paris - 25/03/1982 à Boulogne-Billancourt), résistante, sœur du général de Gaulle
- Charles de Gaulle (22/11/1890 à Lille - 09/11/1970 à Colombey les Deux Églises), général de brigade, fondateur et premier président de la Ve République française, grand maître de l'ordre de la Libération, grand maître de l'ordre de la Légion d'honneur, grand maître de l'ordre du Mérite
- Jacques de Gaulle (09/02/1893 à Paris - 17/02/1946 à Grenoble), ingénieur des Mines, capitaine de l'armée titulaire de la croix de guerre 1914-1918 avec citation à l'ordre du corps d'armée, chevalier de la Légion d'honneur, frère du général de Gaulle
- Pierre de Gaulle (22/03/1897 à Paris - 26/12/1959 à Neuilly-sur-Seine), résistant, banquier, député, sénateur, président du conseil municipal de Paris, administrateur de sociétés, commandeur de l'ordre de la Légion d'honneur, croix de guerre 1914-1918, frère du général de Gaulle
- Yvonne de Gaulle (née Vendroux) (22/05/1900 à Calais - 08/11/1979 à Paris), épouse du général de Gaulle
- Geneviève de Gaulle (épouse Anthonioz) (25/10/1920 à Saint-Jean-de-Valériscle - 14/02/2002), résistante, présidente d'ATD Quart monde, inhumée au Panthéon, grand croix de la Légion d'honneur, nièce du général de Gaulle
- Philippe de Gaulle (28/12/1921 à Paris - 13/03/2024), amiral, sénateur, grand croix de la Légion d'honneur et grand croix de l'ordre du Mérite, fils du général de Gaulle
- François de Gaulle  (13/02/1922- 02/04/2020), missionnaire français, neveu du général Charles de Gaulle
- Élisabeth de Gaulle (15/05/1924 à Paris - 02/04/2013), fille aînée du général de Gaulle et de son épouse Yvonne, épouse d'Alain de Boissieu
- Anne de Gaulle (01/01/1928 à Trèves - 06/02/1948 à Colombey les Deux Églises), fille du général de Gaulle
- Charles de Gaulle (25/09/1948 à Dijon), avocat, député européen de 1993 à 2004, petit-fils du général de Gaulle
- Yves de Gaulle (01/09/1951 à Rabat au Maroc), énarque, secrétaire général de GDF SUEZ, conseiller d'État, petit-fils du général de Gaulle
- Jean de Gaulle (13/06/1953 à Bourg-en-Bresse), député des Deux-Sèvres puis de Paris de 1986 à 2007, conseiller-maître à la Cour des comptes, petit-fils du général de Gaulle ;
- Pierre de Gaulle (né en 1963), petit-fils du général de Gaulle. Personnalité de la finance et représentant français du Mouvement International Russophile .
- Octave de Gaulle, designer.

### Personnalités apparentées à la famille de Gaulle
- Michel Cailliau (1913 - 2000), résistant, écrivain, neveu du général de Gaulle
- Alain de Boissieu-Déan de Luigné (05/07/1914 à Chartres - 05/04/2006 à Clamart), général d'armée, gendre du général de Gaulle
- Henriette de Montalembert (01/01/1929-22/06/2014), belle-fille du général de Gaulle
- Bernard Anthonioz (1921 à Genève - 14/07/1994 à Paris ), résistant, éditeur d'art, haut fonctionnaire, directeur de la création artistique au ministère des Affaires culturelles sous André Malraux, fondateur du Centre national d'Art contemporain (précurseur du Musée national d'Art moderne), neveu par alliance du général de Gaulle
- Michel Anthonioz (08/04/1947 à Paris - 29/05/2009 à Paris), écrivain, dirigeant de télévision, diplomate, petit-neveu du général de Gaulle
- Louis Chevallier (27/01/1891 à Levroux - 12/11/1967 à Leuville-sur-Orge), homme politique, résistant, cousin issu de germain du général de Gaulle[15]

## Quelques portraits

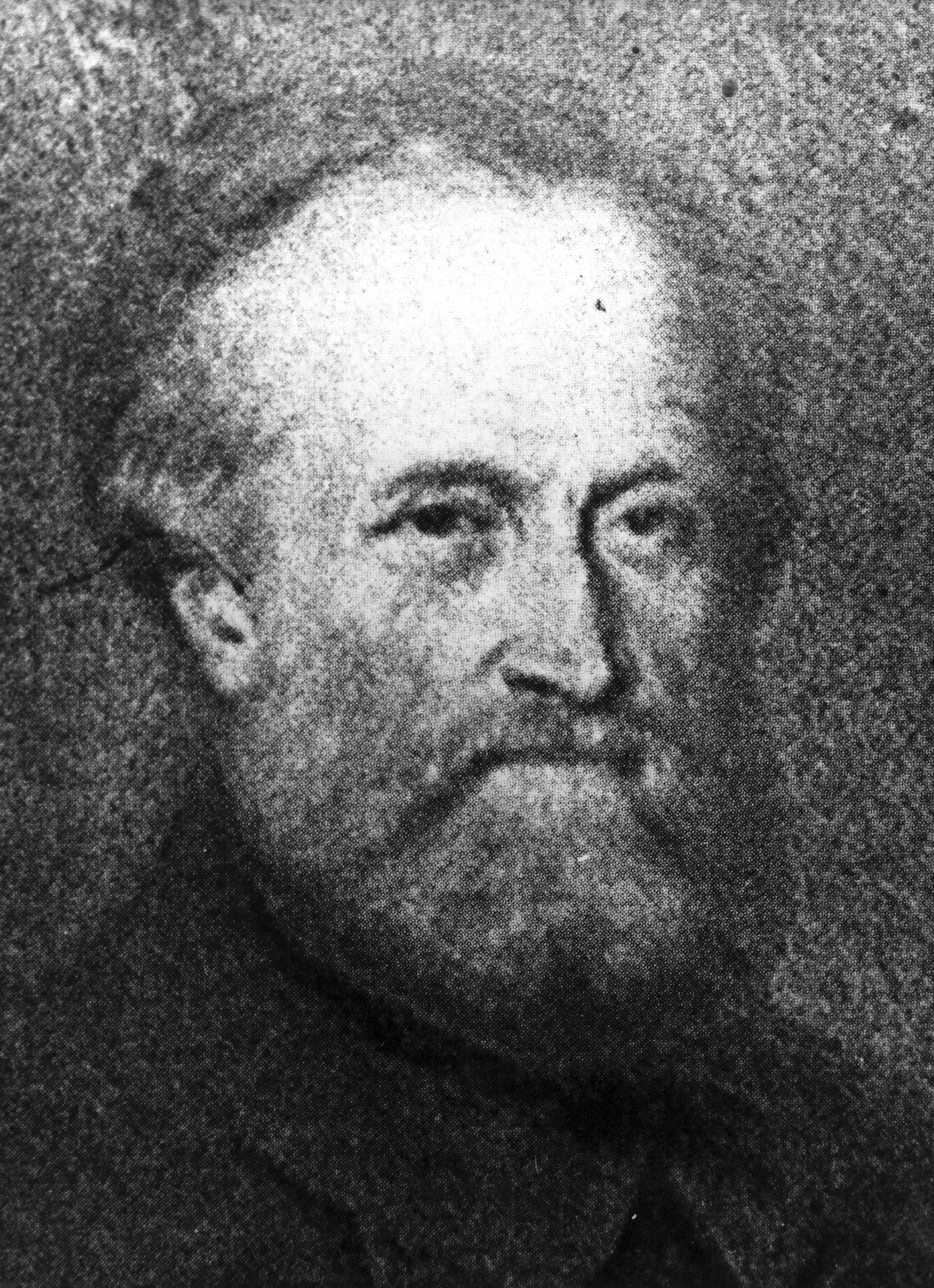
Julien Philippe de Gaulle (1801-1883) grand-père du général de Gaulle.
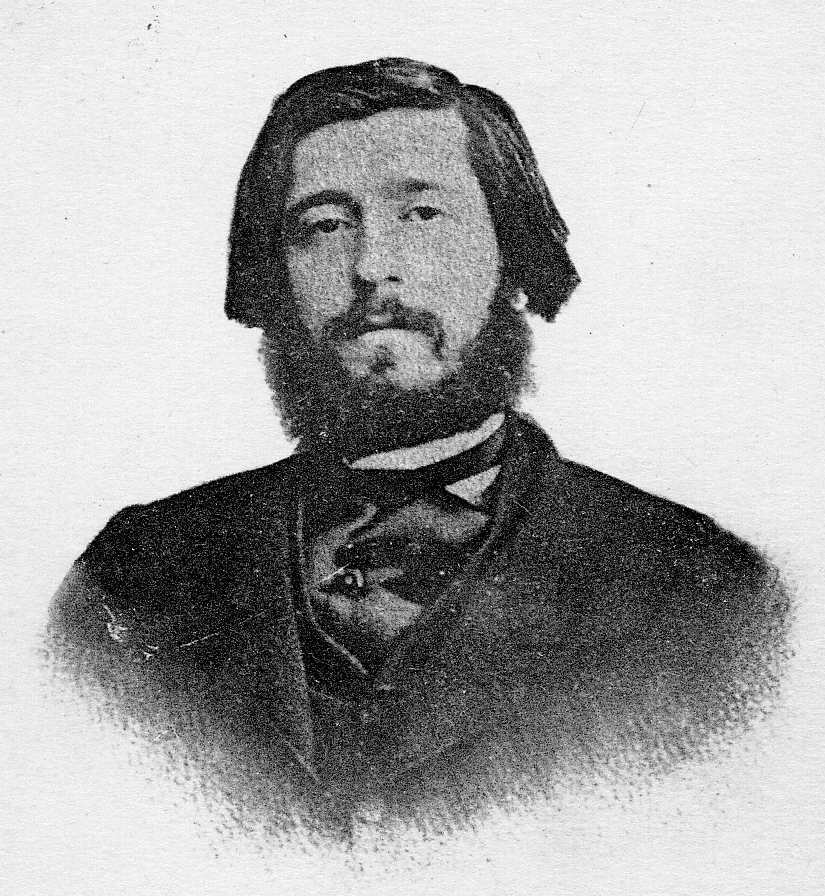
L'écrivain Charles de Gaulle (1837-1880) oncle du général de Gaulle.
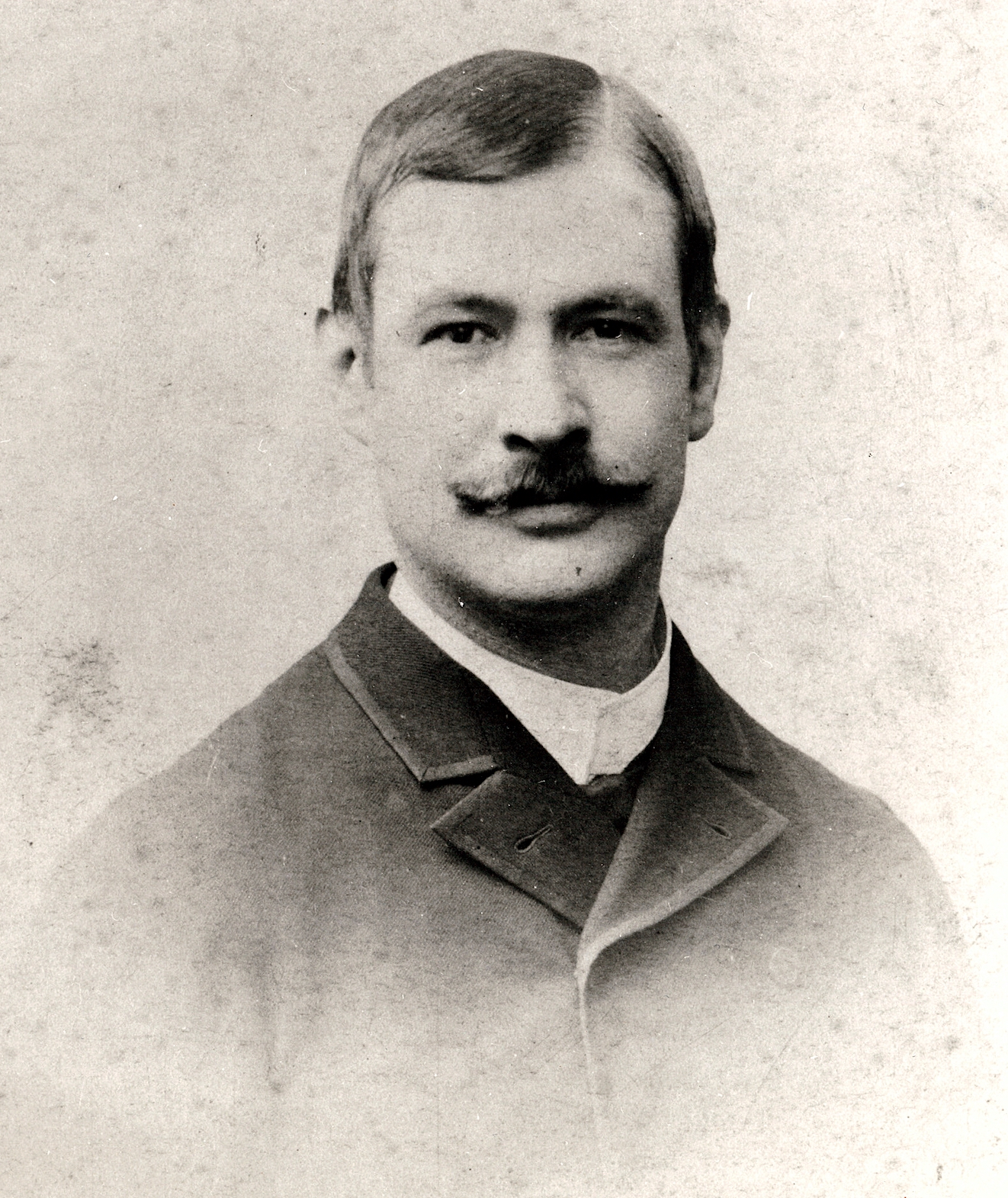
Henri de Gaulle (1848-1932) père du général de Gaulle.
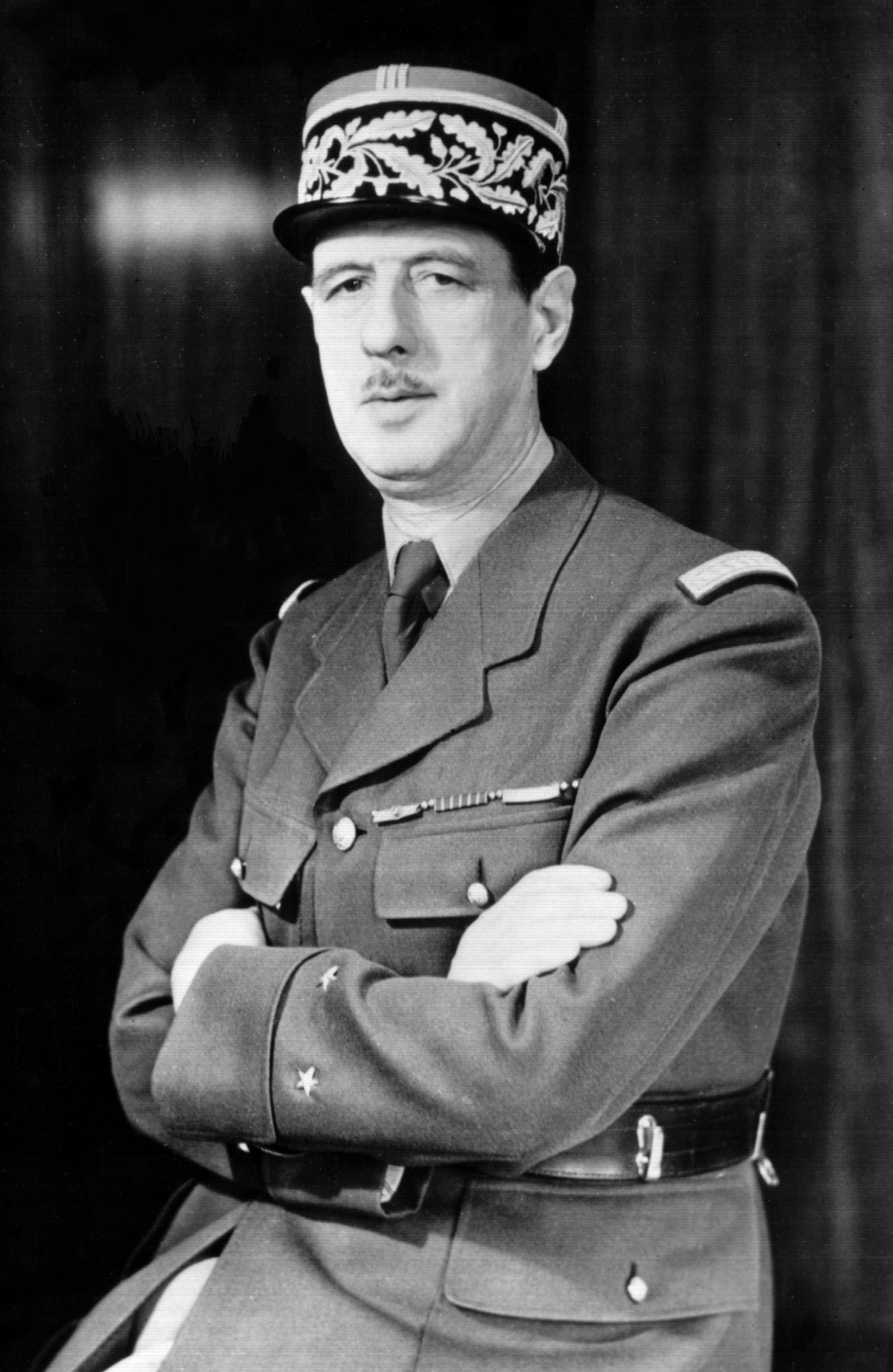
Charles de Gaulle (1890-1970) général de brigade, président de la République française.
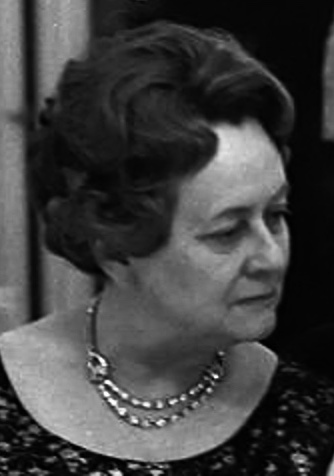
Yvonne Vendroux (1900-1979) épouse du général de Gaulle.
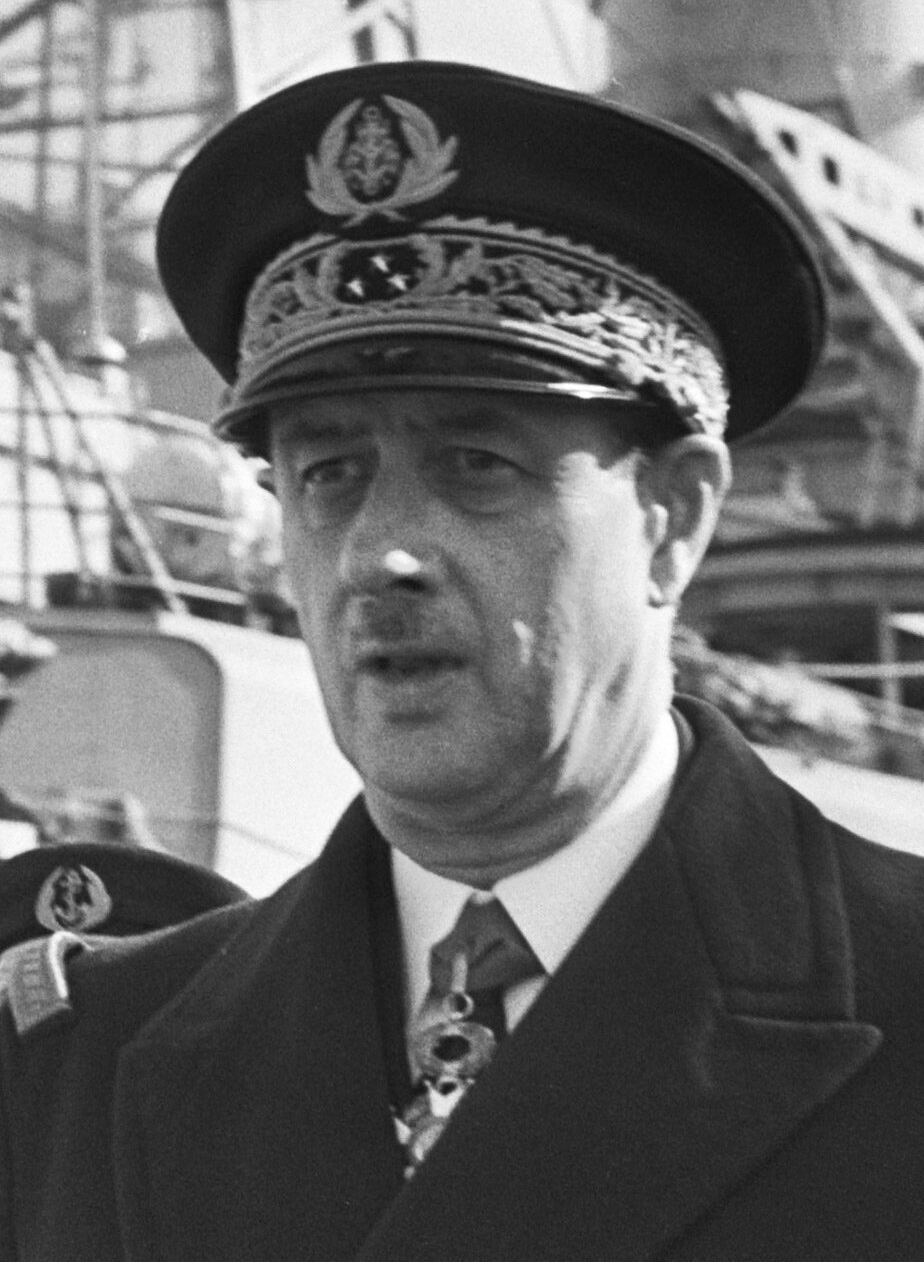
Philippe de Gaulle (1921-2024) fils ainé du général de Gaulle, amiral, sénateur.
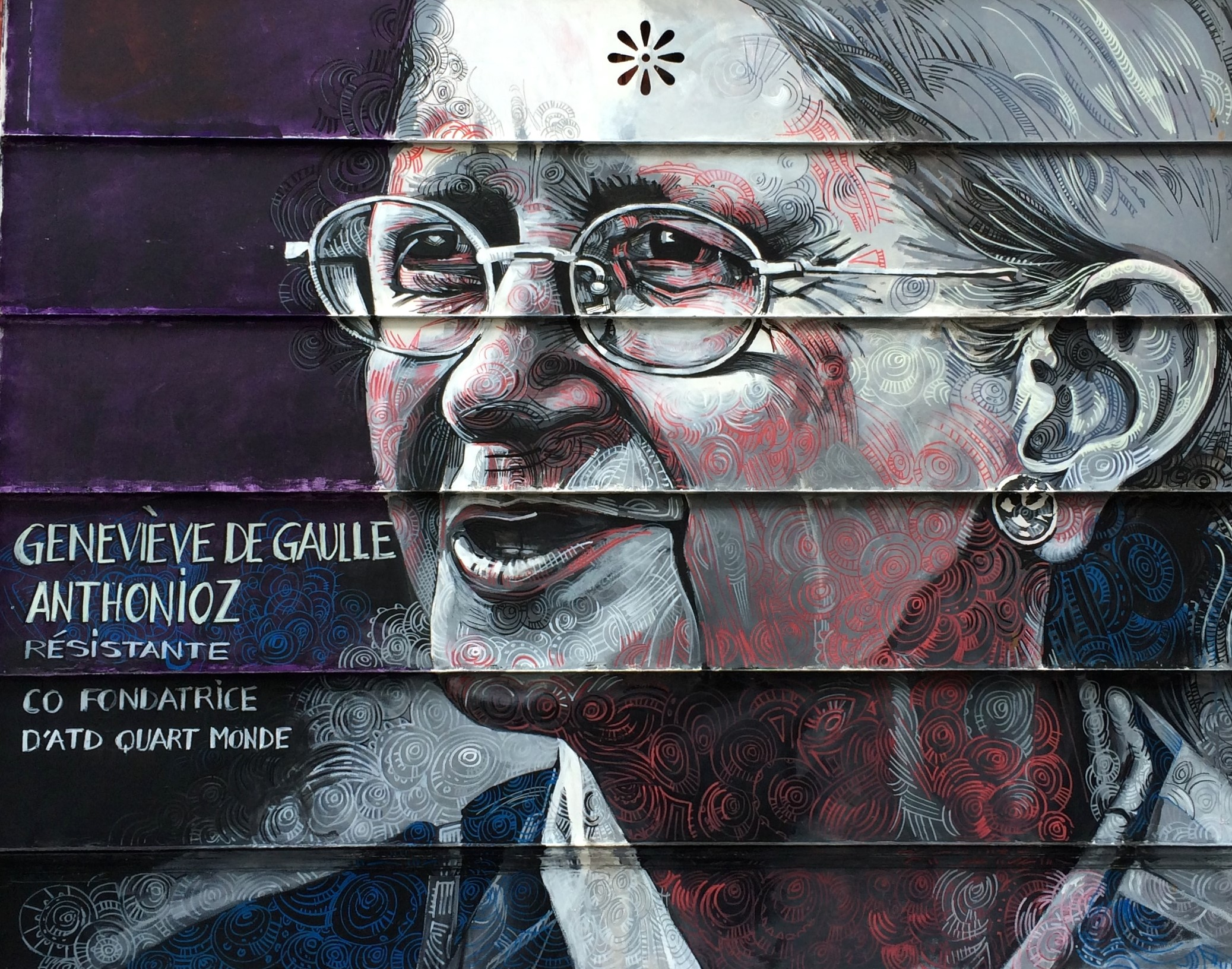
Geneviève de Gaulle-Anthonioz (1920-2002) résistante, présidente d'ATD Quart monde.

## Armoiries
La famille du général de Gaulle porte les armoiries suivantes : « Tiercé en fasce, d’argent, de gueules et d’azur, l’argent chargé de trois noix de Galles de gueules tigées et feuillées de sinople, l’azur chargé de trois trèfles d’or ».
Il s'agit, à l'origine, des armes d'une famille bourguignonne anciennement éteinte, les de Gaules, dont la famille de Gaulle prétendait descendre, et pour laquelle l'absence de lien généalogique est désormais prouvée.
| Image | Blasonnement |
| ----- | --- |
|       | de Gaulle : Tiercé en fasce : au 1, d'argent à trois noix de galle de chêne de gueules tigées et feuillées de sinople ; au 2, de gueules plain ; au 3, d'azur à trois trèfles d'or |
|       | de Gaule (Dijon) : Tiercé en fasce : au 1, d'argent à trois glands tigés et feuillés de sinople ; au 2, de gueules plain ; au 3, d'azur à trois étoiles d'or.                      |

## Alliances
La famille de Gaulle est alliée avec les familles suivantes :

Buat (1699), Regnault (v.1715), Hue (v.1750), Buisson (1784), Gaussen (1795), d'Hardiviller (v.1820), Bidault (1827), Maillot (1835, 1886), Conil-Lacoste (1882), Cailliau (1910), Gourdon de Vilaine (1919), Vendroux (1921), Michoud (1921), Delepouve (1926), Chevallier-Chantepie (1930), de Boissieu Déan de Luigné (1946), de La Perrière (1946), Anthonioz (1946), de Montalembert de Cers (1947), Geoffroy Dechaume (1949), Pons (1953), Gamblin (1955), de Poulpiquet (1957), Claes (1960), Buissan (1963), Guttman (1964), de Barrau (1972), Gaillard de Saint Germain (1975), Giroud (1977), Raynal (1978), Macé de Lépinay (1978), Relet (1982), Moulin (1985), Sicurani (1985), Vernier (1986), Thizon (1987), Le Besnerais (1989), Drouault (1990), Lecomte (2021)...

## Postérité
- De très nombreuses voies publiques ont été dénommés en l'honneur du général de Gaulle, faisant de lui la personnalité la plus honorée de la sorte en France[18]. Outre la Place Charles-de-Gaulle et le Pont Charles-de-Gaulle à Paris, on peut citer dans les plus grandes villes françaises la Place du Général-de-Gaulle (Marseille) à Marseille, le Quai Charles-de-Gaulle à Lyon, le square Charles De Gaulle à Toulouse, ou encore la place du Général de Gaulle à Lille. On peut également citer l'Aéroport de Paris-Charles-de-Gaulle, ainsi que le porte-avions Charles de Gaulle.
- De nombreux hommages odonymiques sont également rendus à Geneviève de Gaulle-Anthonioz en France, à l'image notamment de la Place Geneviève-de-Gaulle-Anthonioz, dans le 15e arrondissement de Paris.

#### Famille de Gaulle
- André Delavenne, Recueil généalogique de la bourgeoisie ancienne, vol. 1, 1954, p. 200 (la filiation débute à Paris)
- Michel Sementéry, Les présidents de la République française et leur famille, éditions Christian, 1982 (lire en ligne)
- Charles Cuvelier, Tableau d'ascendance de Charles De Gaulle, GGRN, 1985
- Charles Cuvelier, Famille De Gaulle, Travaux et études généalogiques no 2, GGRN
- Joseph Valynseele, À la découverte de leurs racines, vol. 1, 1988, p. 108-109 et 198-199 (la filiation débute à Paris)
- Joseph Valynseele et Nicole Dreneau, La parentèle de Charles et Yvonne de Gaulle, Patrice du Puy éditeur, 1990 (la filiation débute avec Antoine de Gaulle 1669-1730)
- Jean-Paul Denise, Les Degaulle avant De Gaulle, revue Champagne Généalogie, no 68, 3e trimestre 1995, p. 222
- Denis Sarazin-Charpentier, De Gaulle et ses origines champenoises, XXe Congrès national de généalogie, 2009
- Jean-Louis Beaucarnot, De César à Sarkozy : l'étonnante histoire des noms de pouvoir, Paris, J'ai lu, 2010, 153 p. (ISBN 978-2-290-01461-5 et 2290014613)
- Bottin mondain, édition 2009

#### Charles de Gaulle
- Jean Lacouture, de Gaulle, 3 volumes : 1 — Le Rebelle (1890-1944), 2 — Le Politique (1944-1959), 3 — Le Souverain (1959-1970), Paris, Le Seuil, 1984, 1985 et 1986, Paris, Points Histoire, 1990